# Gălășeni (okręg Sălaj)
Gălășeni – wieś w Rumunii, w okręgu Sălaj, w gminie Cuzăplac. W 2011 roku liczyła 156 mieszkańców.